# マニシェ
マニシェ（Manich）ことヌーノ・リカルド・デ・オリヴェイラ・リベイロ（Nuno Ricardo de Oliveira Ribeiro、1977年11月11日 - ）は、ポルトガル・リスボン出身の元サッカー選手、サッカー指導者。ポルトガル代表であった。ポジションはMF。契約会社はナイキ。

## クラブ経歴
SLベンフィカのジュニアチームでサッカー選手としてのキャリアをスタートさせた。FCアルヴェルカにレンタル移籍し3シーズン過ごした後、1999年にベンフィカに戻ると、サイドハーフとしてプレイし、チームの中核として活躍する。2000年8月から9月には、チームの成績不振に伴い監督に就任したジョゼ・モウリーニョの下でプレイする。だがその後、待遇をめぐってフロント陣と対立するなど規律上の問題を起こし、トップチームから追放された。
2002年、FCポルトの監督に就任していたジョゼ・モウリーニョによって同チームに迎えられる。モウリーニョはマニシェをチームの中心的プレイヤーに据え、彼をセンターハーフとしてプレイさせた。マニシェはモウリーニョの下で存在感を示し、2002-03シーズンにUEFAカップを、2003-04シーズンにはUEFAチャンピオンズリーグを制するなど輝かしい時を過ごす。その後はチームの低迷に伴い移籍を希望するようになり、2005年にFCディナモ・モスクワに1600万ユーロで移籍した。
だが鳴り物入りで移籍したディナモ・モスクワでは活躍することができず、2006年1月にチェルシーFCにレンタル移籍した。ベンフィカ、FCポルト時代の恩師モウリーニョが率いるクラブで十分な存在感を示すことができず、買い取りオプション（500万ユーロ）が行使されることなくディナモ・モスクワに戻った。
2006年8月後半にアトレティコ・マドリードへと移籍すると主力として活躍したが、仮病で試合を欠場したことでハビエル・アギーレ監督の逆鱗に触れ、チームを追放された。2008年1月にイタリアのインテルにレンタル移籍し、8試合に出場し1ゴールを決めた。2008年7月に再びアトレティコへと戻り、リーグ戦とUEFAチャンピオンズリーグの双方で出場機会を得たが、指揮官との衝突が絶えず、2009年6月に迫った契約期間終了を待たずに同年5月に両者合意の下アトレティコを退団した。
2009年7月、ドイツ・ブンデスリーガの1.FCケルンと2年契約を結んだ。2010年5月、1.FCケルンとの契約を解除してスポルティングCPに移籍した。2011年夏にスポルティングを退団した後は所属クラブがなかったが、2012年5月に現役引退を表明した。

## 代表経歴
2003年にポルトガル代表デビューし、それ以来50試合以上に出場している。UEFA EURO 2004と2006 FIFAワールドカップに出場し、2006年のドイツワールドカップでは、チーム最多の2得点を挙げている。
UEFA EURO 2008予選では存在感を示すも、本大会出場メンバーからは脱落した。なお弟のリベイロは本大会出場メンバーに選出された。

## 指導者経歴
2013年6月12日、かつてクラブや代表における同僚であったコスチーニャが監督に就任したFCパソス・デ・フェレイラのアシスタントコーチを務めることとなった。

## 人物
チームワーク、スタミナ、強力なシュート力で知られているため、1980年代にベンフィカで活躍した伝説的なデンマーク人FWミカエル・マニケにちなんで、「マニシェ」とのニックネームを得る（ベンフィカの一部サポーターはマニケと発音することもある）。主にボランチを担当するが、オフェンシブハーフなどもそつなくこなす。同国屈指の司令塔・デコらと同世代で、ポルトガル代表を支えた。弟のジョルジェ・リベイロもプロサッカー選手であり、マニシェ同様にベンフィカの下部組織出身である。

## 代表歴

### 出場大会
- ポルトガル代表
  - 2006 FIFAワールドカップ

### 試合数
- 国際Aマッチ 53試合 7得点（2003年-2009年）[5]

| ポルトガル代表 | 国際Aマッチ | 国際Aマッチ |
| 年             | 出場        | 得点        |
| -------------- | ----------- | ----------- |
| 2003           | 7           | 0           |
| 2004           | 13          | 3           |
| 2005           | 8           | 0           |
| 2006           | 12          | 3           |
| 2007           | 6           | 1           |
| 2008           | 5           | 0           |
| 2009           | 2           | 0           |
| 通算           | 53          | 7           |

## タイトル

### クラブ
ポルト
- プリメイラ・リーガ : 2002-03, 2003-04
- タッサ・デ・ポルトガル : 2002-03
- スーペルタッサ・カンディド・デ・オリベイラ : 2003, 2004
- UEFAカップ : 2002-03
- UEFAチャンピオンズリーグ : 2003-04
- トヨタカップ : 2004

チェルシー
- プレミアリーグ : 2005-06

インテル
- セリエA : 2007-08

## 個人
- FIFAワールドカップ・オールスターチーム : 2006
- UEFA欧州選手権ベストイレブン : 2004
- UEFAチーム・オブ・ザ・イヤー : 2004
- トヨタカップMVP : 2004